# Línia 10 CFL

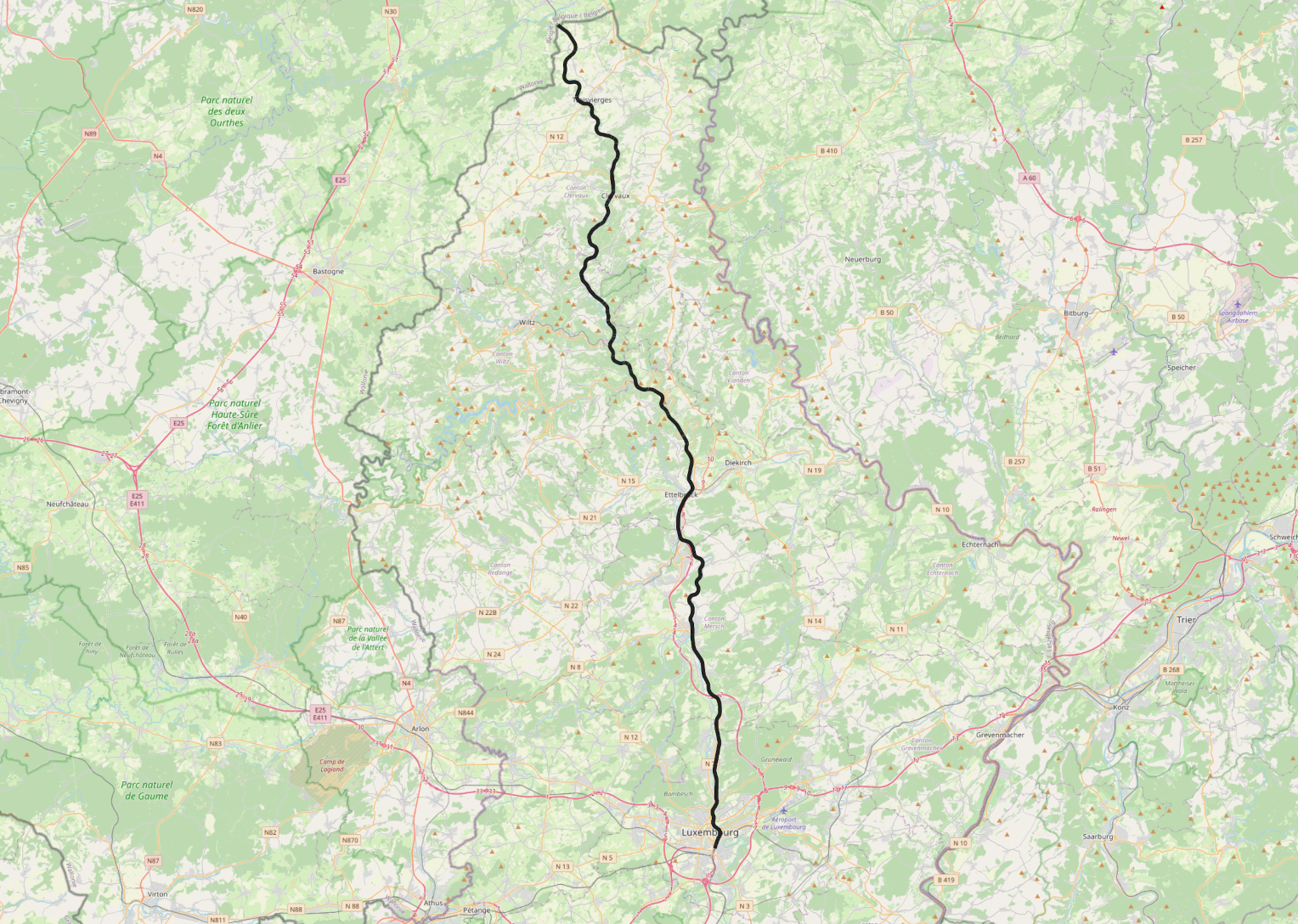
Línia 10 CFL a Luxemburg.

La Línia 10 CFL és una línia ferroviària luxemburguesa que connecta la ciutat de Luxemburg amb el centre i nord del país, i després amb Lieja, a Bèlgica. La terminal a l'extrem sud és l'estació de trens de Luxemburg, mentre que els terminals a l'extrem nord són Diekirch, Wiltz, Troisvierges i Lieja. La línia està designada i operada principalment per Chemins de Fer Luxembourgeois. La líniea entre Ciutat de Luxemburg i Ettelbruck  es va inaugurar el 21 de juliol de 1862.

## Estacions
- Estació de trens de Luxemburg
- Estació de trens de Dommeldange
- Estació de trens de Walferdange
- Estació de trens d'Heisdorf
- Estació de trens de Lorentzweiler
- Estació de trens de Lintgen
- Estació de trens de Mersch
- Estació de trens de Cruchten
- Estació de trens de Colmar-Berg
- Estació de trens de Schieren
- Estació de trens d'Ettelbruck
  - Estació de trens de Diekirch
- Estació de trens de Michelau
- Estació de trens de Goebelsmuhle
- Estació de trens de Kautenbach
  - Estació de trens de Merkholtz
  - Estació de trens de Paradiso
  - Estació de trens de Wiltz
- Estació de trens de Wilwerwiltz
- Estació de trens de Drauffelt
- Estació de trens de Clervaux
- Estació de trens de Maulusmühle (tancada el 14 de desembre de 2014)
  - Estació de trens de Troisvierges
- Gouvy (Bèlgica)
- Vielsalm (Bèlgica)
- Trois-Ponts (Bèlgica)
- Coo (Bèlgica)
- Aywaille (Bèlgica)
- Rivage (Bèlgica)
- Poulseur (Bèlgica)
- Angleur (Bèlgica)
- Lieja (Bèlgica)